# Піна в бурінні
Піна в бурінні (рос. пена в бурении; англ. foam in drilling; нім. Schaum m im Bohren) – застосовується для промивання свердловин, глушіння свердловин, кріплення привибійної зони і т. д. 
Піну зокрема застосовують для очищення вибою при бурінні на тверді, рідкі і газоподібні корисні копалини при обертальному, ударно-обертальному способах (в т.ч. з відбором керна), при спорудженні свердловин спец. призначення (наприклад, шахтних стовбурів), при проходженні зон поглинання в безводних важкодоступних р-нах (Крайня Північ, гориста місцевість, бездоріжжя і т.п.), бурінні в багатолітньомерзлих породах, при ремонті і очищенні експлуатац. свердловин. 
Співвідношення газової і рідкої (та твердої) фаз в П. визначається ступенем аерації рідини (а), що дорівнює відношенню витрат газу (Vг) і рідини (Vр) при атмосферному тиску. При а ≥ 50 дисперсна система вважається піною. 
Рідка фаза в загальному випадку містить поверхнево-активні речовини (ПАР) – піноутворювачі (аніоноактивні, нейоногенні або їх композиції) від 0,2 до 0,5%; стабілізатори – хімічні реаґенти (карбоксиметилцелюлоза, поліакриламід, гідролізований поліакрилонітрил, акриловий кополімер М–14 та інші) до 0,25–0,5%, глинопорошок (до 5%), інгібітори (до 3%), протиморозні (до 10–15%) та інші добавки, вибір і концентрація яких визначається конкретними умовами свердловини. 
Пінополімерні композиції створюються на основі жорстких та еластичних полімерних матеріалів і смол (ізоціанат, поліуретан, епоксидні смоли тощо). 
Піноцементні тампонажні композиції містять різного роду прискорювачі твердіння (CaCl2, Na2SiO3, FeCl3 та інші), що вводяться у кількості від 0,5 до 2% та більше, а також наповнювачі (ґумова і полімерна крихти, ошурки тощо) – від 5 до 10 кг/м3 і більше. 